# 立皇嗣之禮

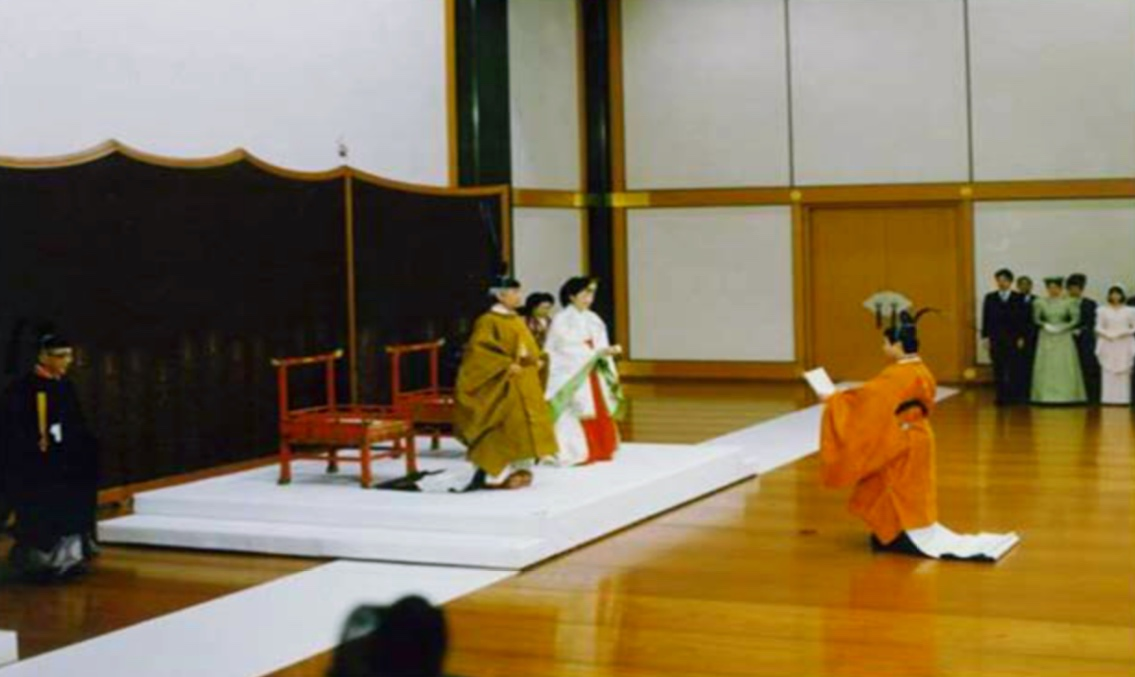
兄・德仁親王的立太子之禮儀
1991年（平成3年）2月23日

立皇嗣之禮（日语：／ Rikkoushi no Rei），或稱立皇嗣禮，是第126代天皇德仁，向國內外宣明日本皇嗣秋篠宮文仁親王正式立皇嗣的一系列國事行為、皇室禮儀。
如果皇嗣是「皇太子（在位天皇的嫡長子）」時，日本皇室會舉行「立太子之禮」，但由於對第126代天皇德仁而言，文仁親王是其親弟，鑑於已經規定了「皇嗣」等稱號，儀式的名稱也因此決定為「立皇嗣之禮」。

## 概要
按照天皇退位特例法，隨著第125代天皇明仁退位、第126代天皇德仁即位，秋篠宮文仁親王成為皇嗣。而正式宣示其成為皇嗣的“立皇嗣之禮”，原本預計于即位禮正殿之儀（10月22日）半年後的2020年（令和2年）4月19日在皇居宮殿的正殿松之間進行儀式，但由於危及全球COVID-19疫情，4月10日，內閣官房長官菅義偉於記者會上發布「緊急事態宣言」，立皇嗣之禮受到疫情影響而決定予以延期。
日本國憲法及現行皇室典範下的繼宮明仁親王、浩宮德仁親王，以及大日本帝國憲法及舊皇室典範下明宮嘉仁親王（大正天皇）、迪宮裕仁親王（昭和天皇）等4位親王中，除了明宮嘉仁親王以外的3人，皆以皇太子身分舉行了立太子之禮。
立皇嗣之禮與退位之禮（第125代天皇明仁的退位儀式）相同，都是日本憲政史上首次舉行的皇室禮儀。

為求皇位繼承儀式順利進行，宮內廳設置了「大禮委員會」。

## 關聯条目
- 日本皇室
- 皇位繼承問題（日语：皇位継承問題）
- 日本皇位繼承順位

## 外部連結
- ご即位・立太子・成年に関する用語 （页面存档备份，存于）（宮内庁）